# Protus insolens
Protus insolens is een hooiwagen uit de familie Cosmetidae.